# 努瓦扬 (热尔省)
努瓦扬（法語：Noilhan，法語發音：[nwajɑ̃]）是法国热尔省的一个市镇，位于该省东南部，属于欧什区。

## 地理
努瓦扬（43°32'7"N, 0°55'57"E）面积18.03 平方千米，位于法国奧克西塔尼大區热尔省，该省份为法国西南部内陆省份，北起顺时针与洛特-加龙省、塔恩-加龙省、上加龙省、上比利牛斯省、大西洋比利牛斯省和朗德省接壤。
与努瓦扬接壤的市镇（或旧市镇、城区）包括：萨马唐、贝泽里勒、卡斯蒂永萨韦斯、卡佐萨韦斯、弗雷古维尔、萨韦斯堡、拉阿斯。

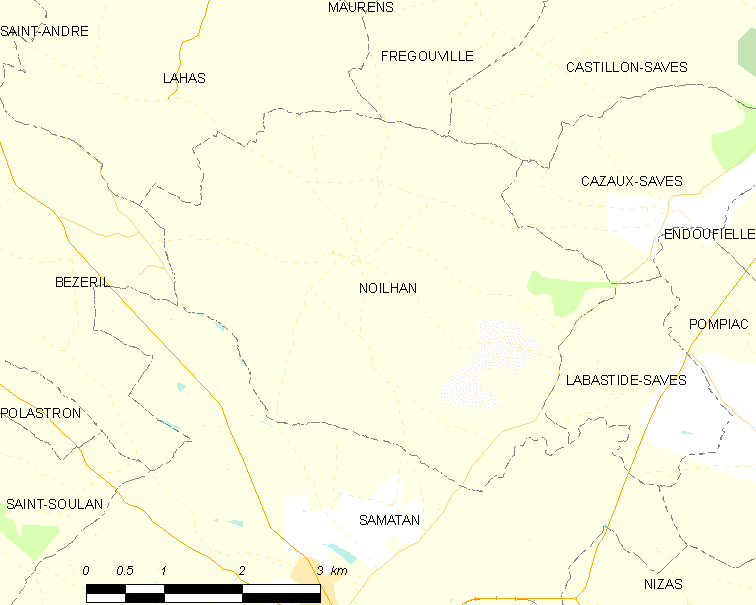
的OSM定位图

努瓦扬的时区为UTC+01:00、UTC+02:00（夏令时）。

## 行政
努瓦扬的邮政编码为32130，INSEE市镇编码为32297。

## 政治
努瓦扬所属的省级选区为萨沃河谷县。

## 人口

1962-2008年间人口变化图示

努瓦扬于2022年1月1日时的人口数量为391人。